# Melissa Behr
Melissa Behr est une actrice américaine.

## Biographie
Elle débute au cinéma en 1988 dans la série Max Headroom.

## Filmographie
Actrice
- 1988 : Max Headroom - épisode#2.7 Lessons - Festival Queen
- 1993 : Dollman vs Demonic Toys de Charles Band - Ginger
- 2000 : Sous les yeux d'un intrus, téléfilm de Doug Campbell - Andrea

Réalisatrice
- 1999 : Me and Will, film co-réalisé avec Sherrie Rose